# Hedor hepático
El hedor hepático, también llamado fetor hepático o aliento hepático, es un olor particular que despiden ciertos pacientes afectos de enfermedades crónicas del hígado. Está provocado por la liberación de mercaptanos (compuestos que contienen el grupo funcional formado por un átomo de azufre y un átomo de hidrógeno), sustancias derivadas del aminoácido metionina, ya que los pacientes con daño hepático considerable presentan problemas en el metabolismo de este monómero proteico.